# Days in Paradise
Days in Paradise war eine Pop/Punk-Gruppe aus Kirchbach in Steiermark. Die Gruppe wird dem deutschsprachigen Pop-Punk zugerechnet. Zu ihrem Namen kam die Band durch einen Bandnamen-Generator im Internet.

## Geschichte
Gegründet wurde Days in Paradise von Patrick Freisinger (Gesang, Gitarre) und Philipp Wurzinger (Schlagzeug) im Sommer 2006. Wenig später, Anfang 2007 stieß Alexander Hitthaler (Gesang, Gitarre) zur Band, nachdem er von Freisinger einige frühe Demo-Aufnahmen der Band vorgespielt bekommen hatte und sofort überzeugt war.
Inspiriert wurden Days in Paradise besonders in der Anfangsphase von Blink-182, Sum 41 oder Good Charlotte. Ihr Sound orientiert sich auch stark am kalifornischen Orange-County-Stil. Während die Texte von der Gründung bis zum ersten Album englisch waren, entschieden sich Days in Paradise anschließend, auf deutsche Texte umzusteigen, was Freisinger in einem Interview folgendermaßen kommentiert: „Zum Schreiben ist es für uns einfacher. Man kann sich mit der Muttersprache besser ausdrücken und es gefällt uns auch einfach besser. Auf Englisch zu singen, obwohl wir eigentlich noch zur Schule gehen und die Grammatik nicht so super können, ist auch nicht das Wahre. (lacht) Deutsch gefällt uns besser. Den Stil, den wir machen, mit deutschen Texten, gibt es nicht so häufig in Österreich.“
Das erste Album It’s Time To erschien 2007 im Eigenvertrieb der Band und die erste und einzige Auflage von 500 Stück verkaufte sich rasch während der Live-Auftritte.
Der größte Erfolg in dieser frühen Phase kam mit dem Gewinn des Kleine-Zeitung-Bandcontests im Jahr 2007, woraufhin Days in Paradise im Vorprogramm der TV-Show The Dome 44 in Graz vor 8000 Menschen auftreten konnten.
Anschließend folgte eine Club-Tour durch Österreich und Deutschland.
2008 tat sich die Band mit dem befreundeten Produzenten Thomas Konrad zusammen, der unter anderem schon Guadalajara produziert hatte. Im Zuge dieser Produktion wurde entschieden, ausschließlich deutsche Texte zu verarbeiten und so entstand das Material zum zweiten Album Zu allem bereit.
2009 gewannen Days in Paradise den Kultband Contest der Volksbank, der mit einer Single-Veröffentlichung durch das Major-Label Universal Music Austria dotiert war. Der bei Universal Music für Days in Paradise zuständige A&R-Manager Ulrich Raab entschied sich jedoch, die Band für ein Album unter Vertrag zu nehmen.
Die größten Live-Erfolge konnten Days in Paradise neben dem Auftritt bei The Dome im Juli 2009 mit zwei Auftritten vor etwa 3000 Zuschauern am Summersplash, der größten Matura-Reise Österreichs, verbuchen, wo sie sich mit der Rockband Excuse Me Moses die Bühne teilten.
Im Sommer 2010 fingen Days in Paradise an, ihr drittes Studioalbum Unbekannt aus Funk und Fernsehen, welches am 26. November 2011 erschien im Wiener Studio „Westbahnstudios“ mit ihrem Produzenten Thomas Konrad aufzunehmen. Von November 2011 bis März 2012 präsentierten sie ihr neues Album auf einer Tournee, die sie quer durch Österreich führte. Für das restliche Jahr 2012 sind einige Konzerte, darunter auch namhafte Festivals in Österreich geplant.
Am 15. September 2012 spielte die Band vorerst ihr letztes Konzert und die Bandmitglieder widmen sich aktuell neuen Projekten. Freisi spielt bei der Kärntner Pop-Punk-Band Thirteen Days, Alex spielt bei den Rockabillies und Dominik Pallik spielt nun bei der befreundeten Band Big and Loaded.

## Diskografie
Alben
- It’s Time To (2007; Eigenvertrieb)
- Zu allem bereit (2009; Amadeo/Universal Music)
- Unbekannt aus Funk und Fernsehen (2011/12; Blinddog Music)

| Jahr | Titel           | Höchstplatzierung, Gesamtwochen, AuszeichnungChartplatzierungen (Jahr, Titel, Platzierungen, Wochen, Auszeichnungen, Anmerkungen) | Höchstplatzierung, Gesamtwochen, AuszeichnungChartplatzierungen (Jahr, Titel, Platzierungen, Wochen, Auszeichnungen, Anmerkungen) | Höchstplatzierung, Gesamtwochen, AuszeichnungChartplatzierungen (Jahr, Titel, Platzierungen, Wochen, Auszeichnungen, Anmerkungen) | Anmerkungen |
| Jahr | Titel           | DE | AT | CH | Anmerkungen |
| ---- | --------------- | --- | --- | --- | ----------- |
| 2009 | Zu allem bereit | — | AT31 (1 Wo.)AT | — |             |